# Mosquée Sidi Abderrahmane
La mosquée Sidi Abderrahmane est une mosquée de la Casbah d'Alger datant du XVIIe siècle.
Bâtie vers 1621, c'est une petite mosquée et mausolée (koubba) dédiée au penseur et théologien Sidi Abderrahman et-Thaâlibi (1384-1471). La mosquée à proprement parler date de 1696 ; elle est construite autour du tombeau du théologien dans l'enceinte de la Zaouïa de Sidi Abderrahmane,.

## Le tombeau de Sidi Abderrahmane
Nous ne savons pas grand-chose du tombeau bâti en 1471 (à la suite de la mort de Sidi Abd er-Rahman ), ni même s'il y avait une construction. En 1621 (soit 143 ans après sa mort), le souvenir et la réputation du théologien étant encore vif, il est décidé de lui bâtir un mausolée plus digne de sa mémoire. La chambre sépulcrale comporte 8 groupes de trois demi-colonnes engagées dans les quatre murs. Chaque demi-colonnes comporte une hase et un chapiteau taillé dans le même bloc de marbre blanc. Ces piliers servent de support aux quatre arcs (probablement ajoutés ultérieurement) inclus dans la structure du plafond en coupole. Ce plafond en coupole supporte un toit rectiligne à 4 pentes couvertes de tuiles ; en ce sens, la koubba est de type maghrébin comme celles que l'on retrouve à Tlemcen ou à Fez, présente des similitude avec les tombeau Saadiens, dont le plan est très populaire à l'époque.

## L’agrandissement en mosquée

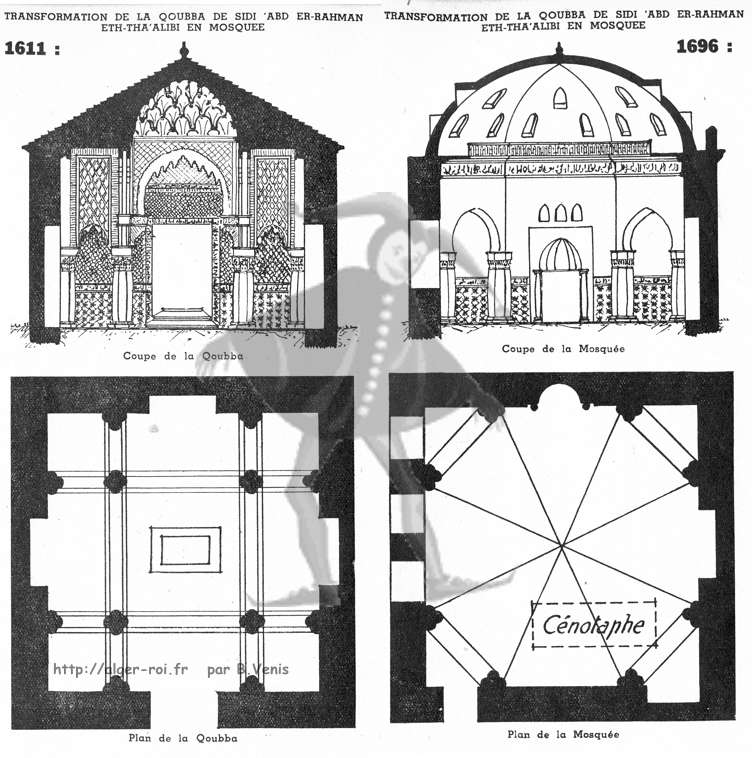
Plan de la koubba en 1611 puis après sa transformation en mosquée en 1696.

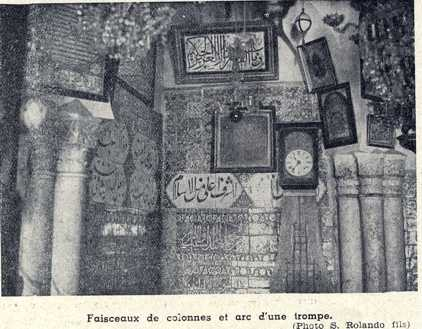
Détail des calligraphies et faisceaux de demi-colonnes qui supportent un arc (v.1900).

Le gouvernement des deys ne pouvait pas ignorer le tombeau du théologien qui avait fait la réputation d'Alger en Occident comme en Orient. C'est dey Hadj Ahmed el Atchi, qui décide de transformer le tombeau en mosquée en 1696, plus précisément en zaouïa. La koubba de type maghrébine va se voir influencée d'un nouveau style, avec une couverture en coupole analogue à celle d’Anatolie. La chambre sépulcrale se voit dotée d'un mihrab comportant deux colonnettes et de la faïence d'Asie mineure et sert d'oratoire, ce qui peut sembler une particularité suspecte vis-à-vis de l'Islam qui proscrit la prière sur un tombeau. On adjoint à l'ensemble un minaret carré pour l'appel à la prière.

## Un lieu de recueillement et un cimetière important

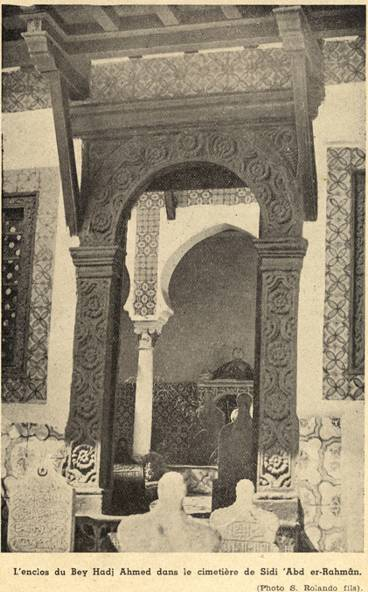
Caveau du dernier bey de Constantine, Ahmed Bey.

La mosquée devient un lieu de recueillement, où les fidèles déposent des présents : pendules, étendards de confrérie, œuf d'autruche, calligraphie ... bientôt apparait également le désir pour les gens pieux de faire inhumer leur mort à proximité du tombeau. Le mausolée devient le centre d'une petite nécropole, dans l'oratoire même sont enterrés le dey Moustapha Pacha (1798-1805), son fils Brahim, le dey Omar Pacha (1815-1817).
 

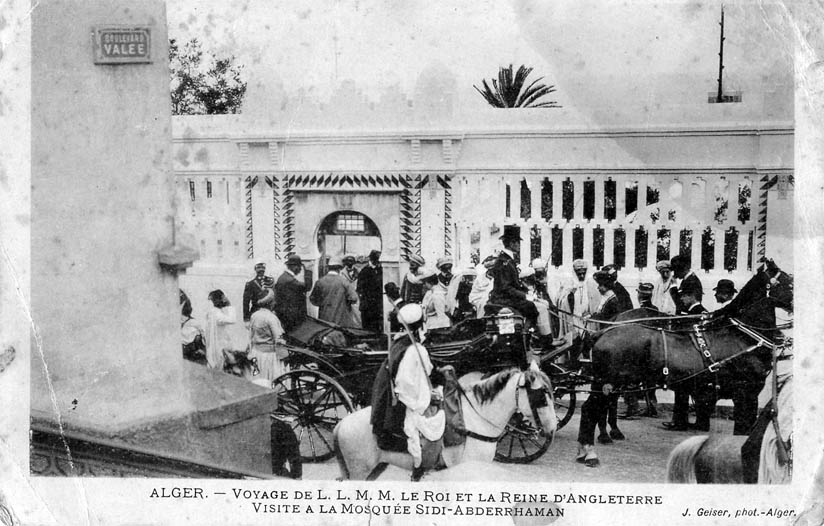
La reine Victoria du Royaume-Uni, lors de sa visite de la Mosquée

À l’extérieur de l'édifice, dans un enclos, sont inhumés Hadj Ahmed Bey, dernier bey de Constantine et quelques-uns de ses dignitaires, mais aussi plus tard l'illustre écrivain Mohamed Ben Cheneb. Deux inhumations dans des koubas périphériques liées à des déplacements des tombes durant la période coloniale (v.1845) donnent encore plus d'importance au cimetière jouxtant la mosquée : celle des religieux Sidi Mansour (à l'origine enterré à proximité de Baba Azzoun) et Ouali Dada. Le théologien étant considéré comme le saint patron d'Alger, son tombeau a été visité par des personnalités de premier plan. Ainsi la reine Victoria a visité la mosquée lors d'un séjour à Alger et fait présent des lustres qui ornent la salle du tombeau. Le tombeau a également reçu la visite de la reine Amélie du Portugal, le roi Oscar de Suède, du roi Edouard VII et de la reine Alexandra d'Angleterre, et du président de la République Française, Alexandre Millerand en 1922. 